# جان فوربس (ورزشکار)
جان فوربس (انگلیسی: John Forbes؛ زادهٔ ۲۹ ژانویهٔ ۱۹۷۰) قایقران قایق بادبانی اهل استرالیا است.